# 楠本正一
楠本 正一（くすもと　しょういち）は日本の化学者。大阪大学名誉教授。サントリー生命科学財団生物有機科学研究所元所長、理学博士。
祖父は楠本長三郎。

## 略歴
1963年　大阪大学理学部化学科卒業。1964年　大阪大学大学院理学研究科修士課程を退学し、大阪市立大学理学部助手。
1969年　理学博士（大阪大学）。1969-1971年　フンボルト財団招聘研究者としてドイツ癌研究センター・生化学研究所に留学。
1972年　大阪大学理学部助手。1976年　同講師。
1978年　同助教授を経て、1988年　大阪大学理学部教授。
1996年　大阪大学大学院理学研究科教授。
2004年　大阪大学名誉教授。
2004-2006年　福井工業大学工学部教授。
2004-2011年　サントリー生物有機科学研究所（現　サントリー生命科学財団）所長。

## 主な受賞歴
1983年第1回国際免疫薬理学会賞、1999年日本化学会賞、2004年国際エンドトキシン学会Bang Award受賞。2016年 Nakanishi Prize（日本化学会・米国化学会）